# J.H. Leopold
Jan Hendrik Leopold ('s-Hertogenbosch, 11 mei 1865 – Rotterdam, 21 juni 1925) was een Nederlands dichter en classicus die wordt gerekend tot het symbolisme. Hij wordt door sommigen beschouwd als de belangrijkste Nederlandse dichter sinds Vondel. Na zijn debuut met door Gorter en Mallarmé beïnvloede gedichten, vertoont zijn poëzie vanaf 1900 filosofische verdieping van vooral de Stoa, na 1915 vermengd met oosters-religieuze elementen. Leopolds bekendste werken zijn gedichten die vaak in bloemlezingen te vinden zijn. Zijn gedicht 'O nachten van gedragene extase' geldt algemeen als één der mooiste liefdesgedichten uit de Nederlandse literatuur. Ook veel bewonderd zijn het epische gedicht Cheops uit 1915 en de naar Arabische en Perzische dichters gemodelleerde kwatrijnen in Oostersch uit 1922.
Na het Stedelijk Gymnasium Arnhem te hebben doorlopen studeerde Leopold klassieke talen aan de Universiteit Leiden. Hij promoveerde in 1892 op het proefschrift Studia Peerlkampiana. Na de afronding van zijn dissertatie werd Leopold in 1891 leraar klassieke talen aan het Erasmiaans Gymnasium te Rotterdam, totdat hij in 1924 vanwege doofheid werd afgekeurd. Zijn persoonlijkheid maakte diepe indruk op de leerlingen. In 1902 publiceerde hij een beknopte filologische studie over Spinoza, drie jaar later gevolgd door een artikel. Op zijn vakgebied publiceerde Leopold artikelen in vaktijdschriften; in 1908 verscheen bij de Clarendon Press zijn editie van Marcus Aurelius. Daarnaast publiceerde hij in de krant over onder meer Honoré de Balzac en Ludwig van Beethoven. Leopold was een fanatiek muziekliefhebber die graag concerten bezocht en piano speelde; bij beide activiteiten betrok hij ook weleens een (oud-)leerling. Daarnaast was hij een enthousiast bergbeklimmer en schaatser.
Zijn werk draait om de tegenstelling tussen het verlangen in een groter romantisch of metafysisch verband op te gaan en de onmogelijkheid om buiten de eigen persoonlijkheid te treden. Drie perioden worden in het oeuvre onderscheiden. In de eerste periode (1893-1900) vertonen zijn verzen de invloed van de prerafaëlieten; in de tweede periode (1900-1915), die enkele langere gedichten opleverde, is de klassieke filosofie, onder meer de Stoa en Epicurus, een dominante invloed; in de derde periode (1915-1925) is de rationele filosofie teruggedrongen en gecombineerd met religieuze, oosterse elementen, waardoor de poëzie mystiek genoemd kan worden. De symbolistische dichter probeert in zijn gedichten uitzicht te bieden op een hogere wereld, een pretentie die bij Leopold niet waargemaakt wordt. Daarom wordt hij wel een 'dissidente' symbolist genoemd, of zelfs een modernist. Tijdens zijn leven publiceerde hij gedichten in tijdschriften, waarvan Cheops ook als boekje verscheen, en twee bundels.

## Levensloop

### Jeugd

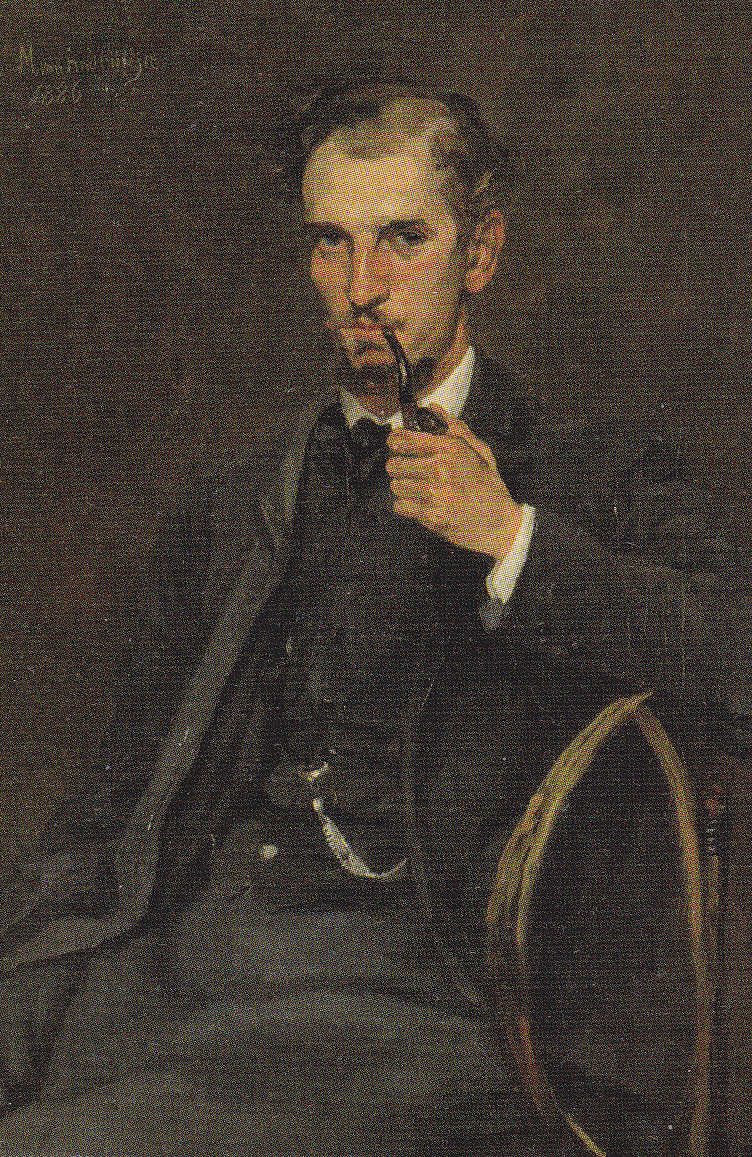
Leopold in 1886 geschilderd door Martin van Andringa.

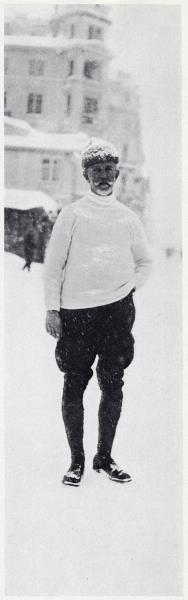
Kerst 1920, Leopold in Pontresina.

Jan Hendrik Leopold werd op 11 mei 1865 te 's-Hertogenbosch geboren als oudste van vijf kinderen van Martinus Leopold en Anna Elizabet Plaat. In december verhuisde het gezin naar Goes, omdat Martinus, die leraar aan de Rijkskweekschool voor Onderwijzers was, een aanstelling verwierf als directeur van de HBS. In augustus 1870 volgde de aanstelling als directeur van de Kweekschool voor Onderwijzeressen te Arnhem. In Arnhem doorliep Leopold de lagere school en het gymnasium.
In 1883 schreef hij zich als letterenstudent in aan de Rijksuniversiteit Leiden. Hij sloot zich aan bij het Leidsch Studentencorps en werd lid van 'Literis Sacrum', het literair dispuut. Hiervoor hield hij enkele verhandelingen en droeg eigen gedichten voor. In 1886-1887 was hij de praeses.
In 1885 of 1886 was hij korte tijd verloofd met Aaffiene Rijkens ('Fimi'). Nadat Aaffiene de relatie beëindigd had, schreef Leopold drieëndertig gedichten, die hij zorgvuldig in een album van donkerrood leer samenbracht en aan haar gaf. De gedichten handelen over het verdriet over de voorbije relatie en mogelijk trachtte hij haar met zijn poëzie van gedachten te doen veranderen. Leopoldkenner A.L. Sötemann omschrijft de bundel als een 'stroom van taal- en dichtcliches' van een 'volstrekt onpersoonlijk, kleurloos beeldgebruik.' De dichter doet vooral Heine na, maar dan zonder diens ironie, scepsis of bitterheid.
Op 27 mei 1889 legde hij cum laude het doctoraal examen klassieke letteren af.

### Loopbaan
Van september tot en met december 1889 vervulde Leopold zijn eerste betrekking: aan het gymnasium te Deventer was hij tijdelijk leraar Grieks, Latijn en oude geschiedenis. Van februari tot en met april 1890 verbleef hij voor het eerst in Italië. Hetzelfde jaar maakte hij bij een diner ter gelegenheid van een promotieplechtigheid kennis met de schrijver Frederik van Eeden en de dichter-letterkundige Albert Verwey.
Per 1 januari 1891 werd hij aan het Erasmiaans Gymnasium in Rotterdam aangesteld als leraar klassieke talen; per 1 maart 1892 had hij een vaste aanstelling. Tot 1924 zou hij deze betrekking vervullen. Leopold vestigde zich op 2 maart 1892 aan de Binnenweg 121a (de latere Oude Binnenweg) te Rotterdam, waar hij bleef wonen tot omstreeks begin 1896. In januari 1892 was hij gepromoveerd aan de Universiteit Leiden op Studia Peerlkampiana, een dissertatie over de Horatiusstudies van P.H. Peerlkamp. In deze periode was hij kortstondig verloofd met de een half jaar oudere Aaffiene Rijkens (Fimi), die in 1896 met Leopolds jongere broer Joes trouwde. Hierna zou Leopold geen liefdesrelaties meer beginnen.
In 1896 verhuisde hij naar kamers aan de Van Oldenbarneveltstraat 121, welk adres omstreeks 1909 werd omgenummerd naar 101b. Hier woonde hij tot januari 1925.
In de jaren 1896-1903 bevond zich F. Schmidt-Degener onder zijn leerlingen, die vanwege ziekte achterstand had opgelopen en in 1897 's avonds bijles Latijnse grammatica bij Leopold thuis kreeg. Na het uur les bracht Leopold boeken, partituren en reproducties onder zijn aandacht, alsmede de poëzie van onder meer José-Maria de Heredia.
In deze periode circuleerden onder de leerlingen afschriften van Leopolds gedichten die in De nieuwe gids verschenen waren. Schmidt-Degener gaf de volgende beschrijving van Leopolds wezen:
Leopold stond naast en eigenlijk tegenover zijn omgeving. Van den ander ondervond hij allereerst het verschil in persoonlijkheid, en de verhouding tot die nieuwe medemens, de voorzichtige appreciatie van die verhouding, nam een groot deel van zijn gevoelsleven in. Naast en tegenover de anderen betekent naast en tegenover de wereld; hij zocht welbewust de eenzaamheid en hem viel die ware eenzaamheid te beurt, waarin het ontberen der anderen besloten ligt. Zulk een gemis beseffen heet de vriendschap kennen: en niemand die de vriendschap hoger droeg. Er zullen er meer geweest zijn die als knaap zijn invloed aanvaardden; konden ze ooit, ondanks blijvende bewondering, heenstappen over een barrière van schroomvalligheid? Voor vertrouwder aanraking stelde hij zijn intuïtief-strenge eisen en een omgang van jaren zelfs nam het wisse vermoeden niet weg dat zijn neiging telkens en telkens tussen omgang en eenzaamheid aarzelde.
In het schooljaar 1899-1900 werd in Duitsland de diagnose gesteld dat de toenemende doofheid van Leopold ongeneeslijk is. In dit jaar zat Schmidt-Degener weer bij hem in de klas en kwam bij hem thuis, waar Leopold hem onder meer uitvoerig onderhield over de vijftiende-eeuwse schilder Rogier van der Weyden. Ook testte Leopold zijn filosofische overtuigingen op hem uit, met name Descartes en Spinoza.
Andere onderwerpen besprak Leopold met zijn collega en leeftijdgenoot Kronenberg; Leopold had grote belangstelling voor politiek en voor het nieuws uit de krant.
Rond de eeuwwisseling begon een periode van ongeveer vijftien jaar waarin Leopold zich in de filosofie verdiepte. Spinoza was de eerste die hij toen begon te bestuderen; hij publiceerde een boekje over de latiniteit van Spinoza en vertaalde een werk van hem. Bij de samenstelling van zijn filosofische canon ging het Leopold niet alleen om het gedachtegoed, volgens onderzoeker Dick van Halsema moest hij ook van de bijbehorende filosofen kunnen houden. Bovendien hield hij niet van denkers die zich al te literair uitdrukten, maar van 'precieze, zuinige' filosofen: 'De poëzie deed hij er zélf wel bij.' Het resultaat is een lijst namen waarop veel namen ontbreken die bij veel literatoren populair zijn als Arthur Schopenhauer, Friedrich Nietzsche en Henri Bergson. Ook het Duitse idealisme van onder meer Johann Gottlieb Fichte en Georg Wilhelm Friedrich Hegel had volgens Van Halsema Leopolds belangstelling niet. Hij hield van denkers als Spinoza en David Hume.
Hij was inmiddels begonnen artikelen aan de Nieuwe Rotterdamsche Courant bij te dragen: in 1899 over Balzac, in 1900 over Beethoven.
Rond 1900 werd hij wat vertrouwelijker in zijn vriendschap met Schmidt-Degener, die hij tijdens wandelgesprekken te midden van het straatrumoer aan de Gelderse kade in Rotterdam onderhield over onderwerpen als het Griekse drama en Catullus. Van 1901 tot 1903 sprak Leopold vooral over Descartes en Spinoza, door Schmidt Degener omschreven als 'de alleenheerser die over zijn geest heerste'.
In 1904 vertaalde hij Epictetus, Stoïsche wijsheid. In 1906 publiceerde hij een essay over Omar Khayyam in de Nederlandsche Spectator.
Vanaf 1907 begon de vriendschap met Schmidt Degener te bekoelen, in de woorden van Van Halsema vanwege 'een duistere ontwikkeling in Leopold, in wie het wantrouwen tegen anderen, nabijen allengs de overhand begon te krijgen.'
In 1908 bereikte hij het hoogtepunt van zijn wetenschappelijke vakpublicaties met de verschijning bij de Clarendon Press te Oxford van zijn Marcus Aurelius-editie. Deze uitgave, die meerdere malen herdrukt werd, stond internationaal in hoog aanzien.
In 1910 verscheen Uit den tuin van Epicurus, met (gedeeltelijke) vertalingen van De rerum natura en andere, met Epicurus verband houdende fragmenten. Volgens Mieke Koenen trachtte Leopold de Latijnse woordvolgorde zoveel mogelijk na te volgen. Hier en daar was hij genoopt iets toe te voegen dat niet in het origineel stond of dit aan te dikken, omdat hij ruimte overhield op de versregels. Het dichterlijke gehalte van zijn vertaling overtreft soms het origineel.
Leopold was een geliefde leraar en onderhield met enkele (oud-)leerlingen vriendschapsbanden, bijvoorbeeld met J.Sj. Brouwer, die in de periode 1914-1917 nauw bevriend met de dichter was. Brouwer – door Leopold steevast Brouwers met een s genoemd – bezocht de dichter elke maandagavond van zeven uur tot half elf, waarna ze samen uitgingen, na de hele avond te hebben besteed met praten en musiceren. In deze jaren begon doofheid de dichter in de omgang te hinderen, maar bij muziek leek hij daarvan geen last te hebben. Leopold was een enthousiast pianist en muziekliefhebber, met een voorliefde voor de vierhandige composities van Schubert en Slavische componisten als Bedřich Smetana, Tschaikowsky, Rachmaninoff, Dvorak.  Bach, Beethoven, Chopin, later Cesar Franck. Leopold hield niet van Brahms en Schumann.
De Aurelius-editie droeg er sterk toe bij dat Leopold werd genoemd als kandidaat voor de positie van hoogleraar te Groningen. Hij solliciteerde driemaal: tweemaal in Groningen en eenmaal in Leiden, en was onthutst en verdrietig toen de keuze op een ander viel. Leopold had zich erop verheugd Rotterdam, waarop hij niet dol was, te verlaten. Over die stad barstte hij eens uit nadat de belangstelling voor zijn bewerking van Vasantasena voor het Rotterdamsch tooneel na een kortstondig succes snel taande:
Het is de beste operatext die je je denken kunt, Brouwers, maar wie merkt dat op? Ze slapen hier, vooral in Rotterdam. Hier is kunst geworden het liefhebberen van een paar kringen, die zich boven alle andere menschen, niet alleen daardoor, verheven voelen. Als je hier van de high life bent, moet je aan muziek of literatuur doen. Vooral er veel over praten. Ik blijf er uit, ik walg er van.
Ook dacht Leopold in Groningen meer vrije tijd te krijgen, die hij wilde aanwenden om Grieks te bestuderen en poëzie te maken. In de laatste periode van Brouwers omgang met Leopold las de dichter alleen Homerus en Shakespeare. Zoals met meer mensen verbrak Leopold ook met Brouwer de omgang uit achterdocht, die door doofheid werd versterkt. Hij vermoedde bij iedereen vijandschap en Brouwer heeft nooit begrepen wat de aanleiding voor de breuk was:
Hij beweerde dat ik tegen hem intrigeerde. Ik trachtte mij te verdedigen, maar in dat gesprek voelde ik zijn ziekte. Brieven bleven onbeantwoord, kwamen later ongeopend terug. (...) Met zijn ontzettend fijnen kop zette hij een systeem in elkaar, waaruit voor hem duidelijk was dat ik het niet goed met hem meende. En alle verweer werd in dat waandenkbeeld verwerkt en verkeerd uitgelegd.
Brouwer memoreert ook dat de dichter soms heel kinderlijk kon zijn en zich volkomen gaf aan alles wat hij ondernam.
Op 1 september 1924 werd hij wegens doofheid afgekeurd, zodat Ida Gerhardt en Marie van der Zeyde (1906-1990) tot de leerlingen uit zijn laatste periode moeten hebben behoord. Laatstgenoemde herinnert zich Leopold als iemand die niets artistiekerigs over zich had, hooguit wat meer distinctie dan de andere leraren:
Een correcte oudere man, met een kort baardje, een frisse buitenkleur (Leopold was zeer sportief, wandelde graag, en ik heb hem, al vroor het steendik, nooit met een overjas gezien), en met opvallend heldere blauwe ogen. (...) Hij gaf heel goed les, rustig, duidelijk, zonder zijn geduld of zijn vriendelijkheid te verliezen (...). Zijn ernstige doofheid deed aan zijn lessen nauwelijks afbreuk, en toch was hij zó doof, dat hij blijkbaar zijn eigen stem niet hoorde. Soms schoot zijn rustige, wat gedempte spreken plotseling uit, dan werd zijn kleur roder en zijn ogen blauwer; soms viel de stem weg en bleef er niets over dan een gefluister. Dan vooral was het zaak om je geen woord te laten ontgaan.
Op 30 januari 1925 verhuisde Leopold naar de Samuel Mullerstraat 5b, in een nieuw stadsdeel. Daar overleed hij op 21 juni.
Bij de school herinnert een bronzen portret op hardstenen reliëf met een van zijn gedichten aan hem. Met Gerhardt, die als dichteres en lerares klassieke talen in zijn voetsporen trad, onderhield hij vriendschappelijke betrekkingen, die onder meer hieruit bestonden dat hij Beethovens opus 110 voor haar speelde. Toen ze in de vijfde klas zat, verbrak Leopold de vriendschap ineens, zonder dat er iets aan voorafgegaan was. In haar gedicht 'De drie pharaohs' vergelijkt Gerhardt Leopold met een valk die aan een ketting ligt. Onder de leerlingen waarop hij grote invloed had uitgeoefend bevonden zich naast de genoemden nog letterkundige J.C. Kamerbeek en historicus Jan Romein.
Leopold was een enthousiast schaatsenrijder en bergbeklimmer.

### Overlijden
Leopold overleed op 21 juni 1925 onverwacht aan pleuritis. Hij was op dat moment alleen thuis. Zijn crematie vond plaats op Westerveld te Driehuis.

## Periodisering van het oeuvre
Leopolds scheppingsactiviteit concentreerde zich waarschijnlijk vrijwel exclusief rond de schoolvakanties, zo maken de bezorgers van zijn verzamelde werken op uit zijn brieven aan de redactie van De Nieuwe Gids. In die periodes had hij de gelegenheid om een groot gedicht of een aantal kleinere verzen te voltooien.
Hoewel het oeuvre niet zo omvangrijk is, worden daarin drie perioden onderscheiden. Het staat niet vast wanneer Leopold begon met dichten, maar dit was geruime tijd voordat hij in 1893 in in het tijdschrift De Nieuwe Gids debuteerde met de gedichtencyclus 'Zes Christus-verzen'. In deze eerste periode, die loopt van 1893 tot 1900, is het globale thema 'de tegenstelling tussen eenzaamheid en gemeenschap'. Grote invloed van Gorter en het sensitivisme is aanwijsbaar. Toch spreekt literatuurhistorica Jacqueline Bel van 'een compleet nieuwe poëzie', omdat in deze gedichten de invloed van Mallarmé voor het eerst in de Nederlandse poëzie doorklinkt. De poëzie uit deze periode bestaat vaak uit gedichtenreeksen, zoals Morgen, waarin intertekstuele verbanden aanwijsbaar zijn met Maurice Maeterlinck en de korte roman Extaze van Couperus.
De tweede periode loopt van 1900 tot 1915 en wordt 'de klassieke periode' genoemd. Leopold verdiepte zich in de filosofie, met name in de Stoa, waarover hij ook publiceerde. Kenmerkend voor de tweede periode is volgens Bel het streven om een onderliggende ordening van al het bestaande uit te drukken in poëzie, die daarmee afstandelijker en minder ik-gericht werd. Het wereldbeeld uit 'De molen' behelst dat het individu in staat is om de verbinding met het kosmische geheel te leggen, is een combinatie van de Stoa en de filosofie van Leibniz. Omstreeks 1900 oefent ook Spinoza een grote invloed uit; de in februari 1900 gepubliceerde dichtreeks 'Voor 5 December' is de ontwikkeling van de vrouw een illustratie van Spinoza's advies.  Het gebeurt ook in het voor een kind geschreven 'Kinderpartij' (1906), een gedicht van ruim tweehonderd regels waaraan Leopold drie jaar werkte. Hierin wordt de Stoa uitgespeeld tegen ideeën van Epicurus, die de kosmische eenheid juist ontkent. Het gebruik in dit vers van de 'catalogustechniek', een wijze van opsomming, is ontleend aan de Amerikaanse dichter Walt Whitman. 'Eén druppel wijn' (1910) en Cheops (1915), waarin deze filosofische inzichten zijn verwerkt.
De derde en laatste fase loopt van 1915 tot 1925. De poëzie uit deze periode is niet langer gebaseerd op een rationele filosofie, maar doet eerder mystiek aan: Heraclitus, de Stoa en Epicurus zijn vermengd met oosters-religieuze ingrediënten. Uit deze fase stammen tevens Leopolds vertalingen, of eigenlijk bewerkingen, van het werk van Perzische en Arabische dichters als Omar Khayyám. In 1922 verscheen de bundel Oostersch.
In deze fase hanteert Leopold tal van religieuze concepten buiten een christelijke context. Onder meer de vraag naar Gods verhouding tot de mens komt aan bod. Leopold haalt zijn inspiratie uit een grote variatie aan materiaal: naast de Arabische poëzie kan gewezen worden op schilderijen van Sandro Botticelli en Leonardo da Vinci, krantenartikelen en reisreportages, auteurs van Sappho en Sophocles tot Walt Whitman, Henri Borel en de Russische schrijvers. Met tien romans nam Tolstoj de meeste plaats in in Leopolds bibliotheek.

## Thematiek

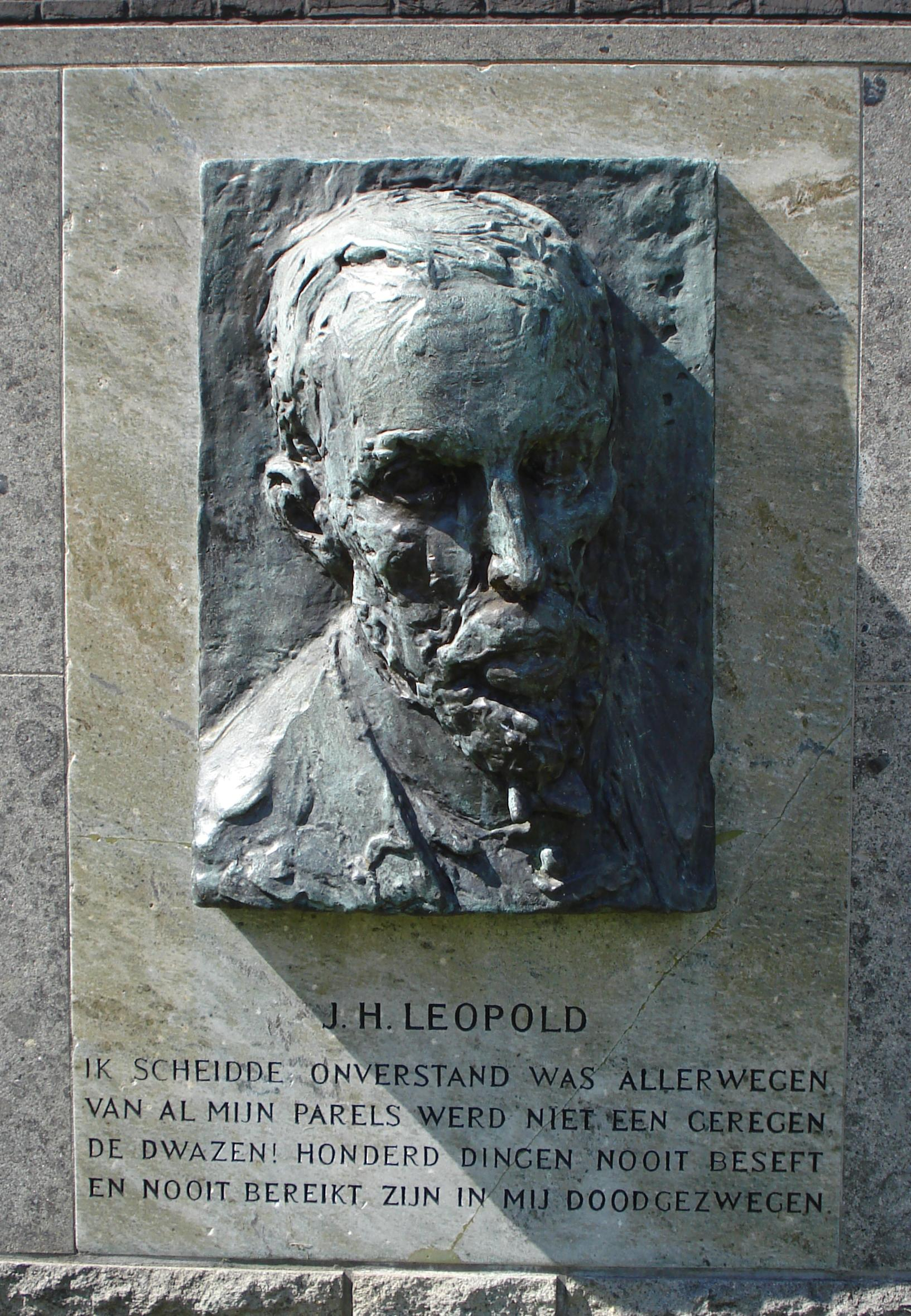
Hommage aan Leopold
(door Charlotte van Pallandt). Oud-leerling Marie van der Zeyde: 'De plaquette, daar achter het Boymansmuseum, lijkt helaas niets op de man die wij hebben gekend.'

Als centraal thema in zijn gehele oeuvre wordt beschouwd het onmogelijk te realiseren verlangen om te ontsnappen aan het eigen ik door op te gaan in een groter verband, dat van romantische of metafysische aard kan zijn. In de loop der jaren ontwikkelde zich de thematiek en werd de eenzaamheid niet meer alleen als onafwendbaar maar ook als gewenst voorgesteld.
Ten grondslag aan het oeuvre, aldus criticus Kees Verheul, ligt '[d]e gedachte dat poëzie communicatie is, een met woorden reiken naar (maar nooit definitief bereiken van) de ander'. Daarbij is sprake van een ik-persoon wiens psychologische drijfveren bestaan uit 'wanhoop om een noodlottig isolement, gulheid, erotische drift en een onuitroeibaar verlangen naar het bieden van tederheid'.
Van Halsema noemt nog een ander thema: 'Leopolds denken lijkt in de loop van zijn dichterschap steeds meer geraakt door de westerse crisis van het vaste wereldbeeld.' Kunst, waaronder de piramide van Cheops, is het product van de menselijke behoefte aan samenhang in een wereld die fundamenteel chaos is. Zo is kunst een 'kleine, troostende enclave van samenhang' in een woestenij, maar die kunst verwijst niet meer naar een andere orde. Deze visie stempelt Leopold volgens Van Halsema tot een twintigste-eeuwse kunstenaar wiens vraagstelling raakt aan de problematiek van het modernisme.

## Poëtica: een 'dissident' symbolist
Leopoldkenner Van Halsema heeft hem een 'dissident' symbolist genoemd, een aanduiding die vaak wordt aangehaald omdat Leopold niet alleen overeenkomsten met de symbolisten vertoont, maar er ook op belangrijke punten van afwijkt: in zijn poëzie ontbreken enkele aspecten die tot de vaste kenmerken van het symbolisme behoren, terwijl er anderzijds elementen aan te wijzen zijn die niet in het symbolisme thuishoren. Volgens G.J. Dorleijn zijn er zes symbolistische kenmerken die in meer of mindere mate bij Leopold een rol spelen. Ten eerste, bij Leopold in heel geringe mate aanwezig, heeft poëzie een religieus-metafysische aard: de dichter heeft als taak het onsterfelijke te fixeren. Ten tweede verwoordt poëzie fundamentele essenties en is het enige dat het leven zin kan geven. Ten derde is de thematiek van de gedichten vaak (ook) poëticaal, een verband tussen ontstaan en inhoud die het gedicht een zekere in zichzelf besloten zelfstandigheid verleent. Ten vierde is het gedicht geen weergave van een bestaande werkelijkheid maar een werkelijkheid op zichzelf, die nieuwe betekenissen genereert. Ten vijfde heeft poëzie een paradoxale aard, in die zin dat het verheven doel om het onzegbare te verwoorden tegelijk vervuld wordt en mislukt, dit laatste omdat voor de taal een voor dit doel ontoereikend instrument is. Krachtens het onzegbare van hetgeen uitgedrukt wordt, heeft poëzie een indirecte en suggererende aard. Ten zesde gaat het grote belang dat de symbolist hecht aan de vorm samen met de opvatting dat poëzie slechts een complexe vorm zonder inhoud is.
Daar tegenover staat dat vier belangrijke symbolistische kenmerken in de poëtica van Leopold juist geen rol spelen. Ten eerste treft men in zijn werk niet de eis aan om iets nieuws te vervaardigen, maar veeleer lijkt hij zichzelf te zien als iemand die deel uitmaakt van een traditie die naar believen kan worden aangewend ten bate van het eigen werk. Ten tweede speelt de overheersende metafysische pretentie van de symbolisten bij Leopold juist een bescheiden rol. Ten derde staan zijn gedichten niet geheel los van de maker, maar drukt juist de individuele aandoeningen en gedachten van de dichter uit. Ten vierde is de opvatting dat de dichter als koele architect te beschouwen is afwezig. In plaats daarvan hecht hij veel belang aan de emotie als aandrift tot het dichten, alsmede aan vondsten en invallen. In dit opzicht is Leopold veeleer een romanticus dan een symbolist te noemen.
Vanaf de jaren 1990 zien enkele literatuurwetenschappers, waaronder Jaap Goedegebuure, mogelijkheden om Leopold bij het modernisme in te lijven. Voorwaarde daarvoor is wel dat men Leopolds symbolistische verstechniek minder zwaar laat wegen dan de thematiek en het gedachtegoed die daarmee tot uitdrukking komen, zoals het onvermogen in de werkelijkheid een bezield verband te herkennen. Volgens literatuurhistorica Jacqueline Bel probeert een symbolistische dichter contact met een hogere wereld te leggen en is Leopold dissident omdat zijn poëzie meestal uitdrukt dat dit contact niet tot stand komt, reden waarom hij een 'dissidente symbolist' heet. Maar volgens Bel komt het contact in sommige gedichten, waaronder 'De molen', wel tot stand, zij het kortstondig.
Historicus Jan Bank en literatuurwetenschapper Maarten van Buuren zien invloed van het Europese decadentisme bij Leopold. Net als Karel van de Woestijne en P.C. Boutens beleed hij 'een vorm van doemdenken' die lijkt op dat van Baudelaire, Huysmans en Mallarmé.

### Tijdens zijn leven verschenen werken

#### Als classicus
- Studia Peerlkampiana. Groningen, 1892 (proefschrift).
- Over de plaats van handeling der Cena Trimalchionis. Rotterdam, 1896.
- Ad Spinozae opera posthuma. 's-Gravenhage, 1902.
- Stoïsche wijsheid. Rotterdam, 1904.
- M. Antoninus Imperator Ad se ipsum. Oxonii, [1908].
- Uit den tuin van Epicurus. Rotterdam, 1910.

#### Als dichter

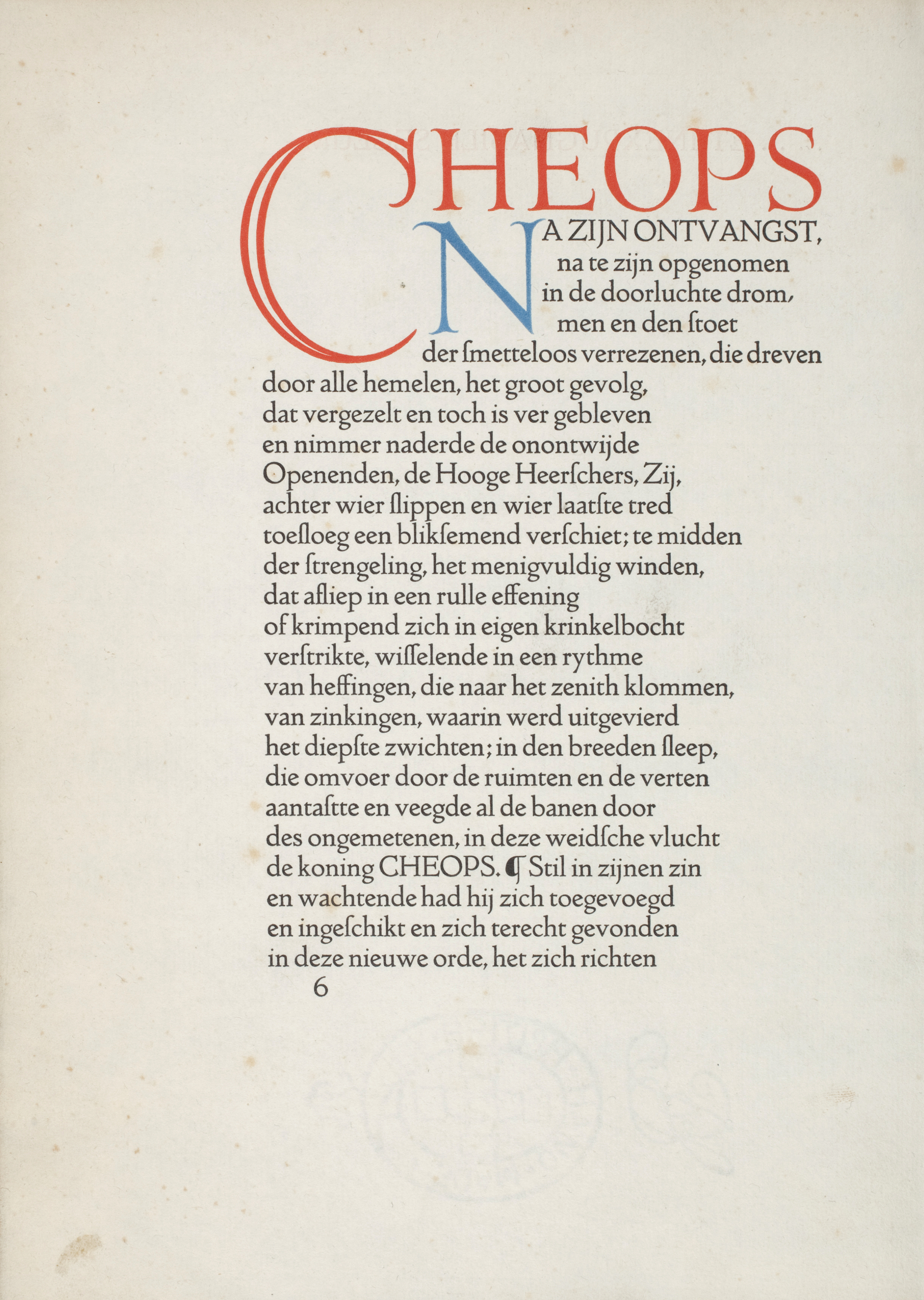
Cheops

- Twee amoureuse liedekens. Zutphen, 1889.
  - heruitgave: Twee amoureuse liedekens (1992)
- Oinou hena stalagmon.... [Z.p., 1910]
- Verzen. ['s-Gravenhage], 1912. [Oplage: 80 exemplaren. In 1912 bundelde de dichter P.C. Boutens buiten medeweten en zonder toestemming van Leopold de verschenen gedichten.]
- Verzen. Rotterdam, 1913 [=1914]. [Oplage: 350 genummerde exemplaren waarvan de eerste 25 gesigneerd door de dichter. In 1914 werkte de dichter wél mee aan deze bij uitgeverij Brusse verschenen uitgave.]
- Cheops. [Z.p., 1914].
- Oostersch. 's-Gravenhage, 1922 [=1924].

### Postuum verschenen werken
- Ma'an ibn Zaida (1923-1924)
  - Ma'an ibn Zaida. Baarn, 1980
  - Ma'an ibn Zaida. Oosterhesselen, 1992
- Soefisch. London, [1936]
- Nabetrachtingen van een concertganger. Rotterdam, 1929
- Zeven gedichten. Baarn, [1982]
- Albumblad. Baarn, 1984

### Verzamelde werken
- Verzen. Rotterdam, 1926. [In 1926 verschenen zijn verzamelde werken bij uitgeverij Brusse in twee delen.]
- Verzen. Rotterdam, 1935. [In 1935 verschenen opnieuw zijn verzamelde werken bij uitgeverij Brusse in twee delen, met naast de gewone oplage 50 genummerde exemplaren op Ossekop-Van Gelder.]
- Verzameld werk. Amsterdam, 1951-1952. [Begin jaren 1950 bracht de uitgever G.A. van Oorschot de verzamelde verzen uit in twee delen.]
- Gedichten. Amsterdam [etc.], 1983-1985. [Onder auspiciën van de Koninklijke Nederlandse Akademie van Wetenschappen verscheen een historisch-kritische editie in drie delen, samen in zeven banden.]
- Verzamelde verzen. Amsterdam, 1982-1988. [Gebaseerd op de historisch-kritische editie in twee delen; het tweede deel verscheen in een particuliere editie van 200 exemplaren, uitgegeven door Johan Polak.]